# Quadrature (astronomie)
 (juin 2023).
Si vous disposez d'ouvrages ou d'articles de référence ou si vous connaissez des sites web de qualité traitant du thème abordé ici, merci de compléter l'article en donnant les références utiles à sa vérifiabilité et en les liant à la section « Notes et références ».

Schéma montrant les quadratures est et ouest d'une planète supérieure comme Mars.

En astronomie de position, la quadrature est la configuration d'un objet céleste dans laquelle son élongation est perpendiculaire à la direction du Soleil. Elle s'applique notamment à la position d'une planète supérieure ou de la Lune à ses premiers et derniers quartiers. Cela ne doit pas être confondu avec la Lune à dichotomie (exactement à moitié éclairée) vue de la Terre, qui se produit à 89,85 degrés et 270,15 degrés.
Comme le montre le diagramme, une planète (ou un autre objet) peut être à la quadrature ouest (quand elle est à l'ouest du Soleil vue de la Terre) ou à la quadrature est (quand elle est à l'est du Soleil vu de la Terre). Notez qu'une planète inférieure ne peut jamais être en quadrature par rapport à la planète de référence.
En quadrature, l'ombre qu'une planète projette sur ses anneaux planétaires ou ses lunes apparaît la plus décalée de la planète (par exemple, les anneaux de Saturne) ; la face obscure d'une planète (par exemple, Mars) est visible au maximum.

Étant donné que le Soleil n'est pas infiniment loin, la Lune a légèrement dépassé la phase du premier quartier lorsque le Soleil et la Lune sont perpendiculaires l'un à l'autre dans le ciel.